# Лоренс Немея
Лоренс Немея (англ. Lawrence Nemeia, 12 листопада 1977) — кірибатський футболіст, що грав на позиції півзахисника. Відомий за виступами у складі збірної Кірибаті.

## Футбольна кар'єра
Лоренс Немея у 2003 році зіграв 3 матчі у складі збірної Кірибаті на Південнотихоокеанських іграх проти збірних Вануату (0-18), Фіджі (0-12) та Тувалу (2-3). У матчі зі збірною Тувалу він забив два м'ячі, причому другий забитий м'яч вивів збірну Кірибаті вперед, хоча й у підсумку кірибатська збірна програла з рахунком 2-3. Незважаючи на це, Лоренс Немея з 2 забитими м'ячами залишається найкращим бомбардиром збірної за всю її історію, та є єдиним кірибатським футболістом, який забив більш ніж один м'яч у матчі за збірну країни.